# Medaile svatého Cyrila a Metoděje
Medaile svatého Cyrila a Metoděje   je medaile vydaná pod záštitou České biskupské konference u příležitosti oslav 1150. výročí cyrilometodějské misie na Velkou Moravu v roce 2013.
Medaili vytvořil akademický sochař Milan Knobloch. Znázorňuje svatého Cyrila a svatého Metoděje, každého zvlášť, a v opisu
připomíná verš z Proglasu "Slyšte slovo, od Boha přišlo" jako počátek víry Slovanů. Svatý Metoděj je zobrazen jako arcibiskup slovanského obřadu, svatý Cyril pak jako mnich s relikviářem tvaru malé kaple s ostatky Sv. Klementa Římského. Vydáno bylo 300 kusů zlatých a 3000 kusů stříbrných medailí. 
Medaile byla poprvé použita při slavnosti odhalení pamětní desky v římské bazilice San Clemente v roce 2012, kdy byla předána nejvýznamnějším účastníkům tohoto aktu a poté při audienci Benediktu XVI. 
Ocenění se uděluje ve všech diecézích České republiky. Olomoucký arcibiskup Jan Graubner či brněnský biskup Vojtěch Cikrle ji například udělují za obětavou službu církvi, ale také mnoha osobnostem za mimořádné nasazení v nejrůznějších profesích a oblastech činnosti. 

## Seznam nositelů (neúplný)
- Stanislav Drobný
- František Gregor Emmert
- Vnislav Fruvirt
- Martin Holík
- František Hrůza
- Miroslav Kasáček
- Milan Knobloch
- Ludvík Kolek
- Vladimír Matoušek
- Petr Nikolaev
- Jakub Nosek
- Richard Novák [5]
- Marie Oujezdská
- Petr Piťha
- Jiří Sehnal[5]
- Vladimír Smékal[6]
- Josef Šindar
- Jiří Šindler
- Květoslav Šipr [7]
- Alena Veselá
- Vít Vlnas